# Alin Savu (baschetbalist)
Alin Savu (n. 22 octombrie 1942, Galați) este un fost jucător român de baschet.
A absolvit Facultatea de Biologie a Universității din București și Institutul de Educație Fizică și Sport București (actuala Universitate Națională de Educație Fizică și Sport).
Alin Savu a fost unul dintre cei mai renumiți baschetbaliști ai generației sale, cariera sa sportivă întinzându-se între 1959 și 1978. A fost legitimat la următoarele echipe de baschet:
- AS Proiectantul București (1969-60)
- Universitatea București (1960-61)
- Știința București (1961-1965)
- Steaua București (1965-1977)
- CSU Sibiu (1977-78)

Cu echipa Steaua București a cucerit două titluri în Campionatul României (1965-66 și 1966-67).
Alin Savu a fost selecționat de 208 ori în reprezentativa de baschet a României, făcând parte din „cinciul de bază” al echipei. A participat la 151 de meciuri internaționale între anii 1963 și 1973. A jucat la trei ediții ale Campionatelor Europene de Baschet: Moscova (1965), Helsinki (1967, unde echipa României a terminat pe locul V) și Essen(1971).
Este unicul jucător român de baschet selecționat de două ori în Echipa Europei (1967 și 1968).
Alin Savu este maestru al sportului și maestru emerit al sportului.